# Gräbenackersbach
Der Gräbenackersbach ist ein gut zweieinhalb Kilometer langer linker und südwestlicher Zufluss der Gersprenz.

## Geographie

### Verlauf
Der Gräbenackersbach entspringt im Odenwald auf einer Höhe von etwa 305 m ü. NHN südwestlich vom Gemmertsberg bei Brensbach-Wersau. 
Er fließt in nordnordöstlicher Richtung zunächst durch Wald und dann durch Felder und mündet schließlich nördlich von Wersau auf einer Höhe von ungefähr 170 m ü. NHN von links und Südwesten in die Gersprenz. 
Sein  circa 2,6 km langer Lauf endet etwa 170 Höhenmeter unterhalb seiner Quelle, er hat somit ein mittleres Sohlgefälle von etwa 52 ‰.

### Einzugsgebiet
Das Einzugsgebiet des Gräbenackersbachs liegt im Vorderer Odenwald und im Reinheimer Hügelland. Es wird über die Gersprenz, den Main und den Rhein zu Nordsee entwässert.
Es grenzt
- im Südosten an das des Gersprenzzuflusses Moorbach
- im Süden an das des Bierbach, ebenfalls ein Zufluss der Gersprenz
- und im Westen an das des Fischbachs, einem weiteren Zufluss der Gersprenz.

Die höchste Erhebung ist die 306 m ü. NN hohe Steinkaute.
Das Einzugsgebiet am Oberlauf ist bewaldet und am Unterlauf dominieren Felder.

### Zuflüsse
- Kirchbach (rechts), 2,7 km

### Flusssystem Gersprenz
- Fließgewässer im Flusssystem Gersprenz